# Sin Mirar Atrás
Sin Mirar Atrás é o quarto álbum de estúdio do cantor e compositor espanhol David Bisbal. Foi lançado de 20 de outubro de 2009, sendo este o último álbum do cantor a ser lançado pela gravadora espanhola Vale Music. No restante do mundo, foi lançado pela Universal Music. O álbum foi lançado em disco de vinil em todo o Continente Europeu, sendo este o primeiro álbum do cantor a ser lançado neste formato.

## Antecedentes
O álbum foi gravado em Madrid, Miami, Los Angeles, México, Bratislava, Londres, Estocolmo e São Paulo. Conta com colaborações da Orquestra Sinfônica de Bratislava em "Sueños Rotos" e "Cuanto Hacemos El Amor", e de Juan Carmona e Antonio Cormona na guitarra, na canção de gênero flamenco "Besos En Tu Boca". Ainda conta com um dueto com a cantora britânica Pixie Lott, na canção "Sufrirás".

## Faixas
| Edição padrão |                                                                   |                                      |         |  |
| N.º           | Título                                                            | Compositor(es)                       | Duração |  |
| 1.            | "Esclavo de Sus Besos"                                            | José Abraham/Juanma Leal             | 3:57    |  |
| 2.            | "Dame Tu Amor"                                                    | José Abraham                         | 3:01    |  |
| 3.            | "Si Falta El Aire"                                                | David Santisteban/Esmeralda Grao     | 3:15    |  |
| 4.            | "Sin Mirar Atrás"                                                 | Claudio Lozano                       | 3:31    |  |
| 5.            | "Besos de Tu Boca"                                                | David Bisbal/Amaury Gutiérrez        | 3:27    |  |
| 6.            | "Suños Rotos"                                                     | David Bisbal/Yoel Henríquez          | 3:59    |  |
| 7.            | "Al Andalus"                                                      | David Bisbal/Rafa Vergara/Rayito     | 3:58    |  |
| 8.            | "Cuando Hacemos El Amor"                                          | David Bisbal/David Palau             | 4:56    |  |
| 9.            | "El Ruído"                                                        | Vega                                 | 3:58    |  |
| 10.           | "24 Horas"                                                        | Espinoza Paz                         | 3:40    |  |
| 11.           | "Antes e Despué"                                                  | David Bisbal/Rafa Vergara/Rayito     | 3:50    |  |
| 12.           | "Mi Princesa" (feat. Pixie Lott)                                  | David Bisbal/Amaury Guitérrez        | 3:22    |  |
| 13.           | "Sufrirás" (Sundblad - Adaptacíon Christian Zalles (Bônus Track)) | Dimitri Stassos/Måns Zelmerlöw/Linda | 3:26    |  |

| iTunes         |                                  |                                                         |         |  |
| N.º            | Título                           | Compositor(es)                                          | Duração |  |
| 14.            | "Juro Que Te Amo" (iTunes Track) | Armando Ávila/Mauricio L. Arriaga/Jorge Eduardo Murguia | 3:48    |  |
| 15.            | "Latin Love"                     | Bisbal/Rafa Vergara/Rayito                              | 4:22    |  |
| Duração total: | Duração total:                   | Duração total:                                          | 8:30    |  |

| Edição Deluxe |                                                  |                                    |         |  |
| N.º           | Título                                           | Compositor(es)                     | Duração |  |
| 16.           | "Luís Fonsi - Aqui Estoy Yo"                     | Claudia Brant/Luis Fonsi/Gen Rubin |         |  |
| 17.           | "América, América"                               | José Luis Armenteros/Pablo Herrero |         |  |
| 18.           | "Esclavo de Sus Besos"                           | Andy Louis Dance Mix               |         |  |
| 19.           | "Esclavo De Sus Besos" (feat. Magnate/Valentino) | Urban Remix                        |         |  |
| 20.           | "Esclavo de Sus Besos" (feat. Espinoza Paz)      | Reginal Mexican Version            |         |  |
| 21.           | "Esclavo de Sus Besos"                           | Brian Cross Remix                  |         |  |

## Certificações
Em seu primeiro lançamento, "Sin Mirar Atrás" ganhou disco de platina triplo na Espanha e ficou em primeiro lugar em vendas no iTunes da Espanha, Estados Unidos e México.
| País                  | Certificação | Vendas   |
| --------------------- | ------------ | -------- |
| Espanha - PROMUSICAE  | 3× Platina   | 180.000+ |
| Estados Unidos - RIAA | Ouro         | 500.000+ |
| Argentina - CAPIF     | Ouro         | 20.000+  |
| México - AMPF         | Ouro         | 20.000+  |
| Venezuela - APROFON   | Ouro         | 5.000+   |

### Paradas Musicais
| Tabela musical (2009)              | Melhor posição |
| ---------------------------------- | -------------- |
| Espanha (España Albums Charts)     | 1              |
| Estados Unidos (USA Latin)         | 1              |
| Estados Unidos (Usa Latin pop)     | 1              |
| Estados Unidos (Usa Top200)        | 119            |
| México (Top Álbuns México)         | 17             |
| Colômbia (Colômbia Top Álbuns)     | 2              |
| Equador (Equador Top Álbuns)       | 9              |
| Suíça (Suiça Top Álbuns)           | 81             |
| Países Baixos (Holanda Top Álbuns) | 80             |
| Argentina (Argentina Top Álbuns)   | 15             |
| Venezuela (Venezuela Top Álbuns)   | 6              |
| Uruguai (Uruguay Top Álbuns)       | 6              |
| (Top Álbuns no Mundo)              | 16             |